# Holger Heide
Holger Heide (* 1939) ist ein deutscher Ökonom. Von 1974 bis 2004 war er Professor für Volkswirtschaftslehre an der Universität Bremen. Heide gilt als Experte im Bereich Arbeitssucht.

## Biografie
Heide studierte von 1958 bis 1962 Volkswirtschaftslehre an der Universität Kiel. Danach war er für zwei Jahre am Institut für Weltwirtschaft in Kiel als wissenschaftlicher Mitarbeiter tätig und promovierte mit dem Thema Die langfristige Wirtschaftsplanung in Schweden. Er war aktiv im Sozialistischen Deutschen Studentenbund, in der Kampagne gegen Atomwaffen (Ostermarsch) und in der Kampagne für Demokratie und Abrüstung. Er war  Mitbegründer des Sozialistischen Büros und der Zeitschrift links.
Von 1967 bis 1973 war Heide im Bereich Regionale Wirtschaftsanalyse und -planung für die Landesregierung Hessen tätig. 1974 wurde er Hochschullehrer im Fachbereich Wirtschaftswissenschaft der Universität Bremen. Er engagierte sich unter anderem in der Antiatom- und Alternativbewegung. Am Beispiel der expansiven Wirtschaftsentwicklung Japans und Südkoreas untersuchte er die historische Entwicklung der Arbeitsgesellschaft. Bei  Forschungsaufenthalten war er in diesen Ländern.
Seit 1997 leitet Heide das Social Economic Action Research Institute (Institut für sozialökonomische Handlungsforschung) (SEARI), das seit seiner Pensionierung als gemeinnütziger eingetragener Verein unter dem Namen Gesellschaft zur Förderung sozialökonomischer Handlungsforschung (SEARI) e.V. weitergeführt wird. Heide ist Vorsitzender dieses Vereins und Herausgeber der zugehörigen Schriftenreihe Beiträge zur sozialökonomischen Handlungsforschung.
Heide lebt heute in Schweden.

## Werke (Auswahl)
- mit Francesco Carotta: Bologna. Anmerkungen zu einem Modell reformierter Herrschaft. In: Barbara Herzbruch (Hrsg.): Jahrbuch Politik 8 – Die Rote Armee Fraktion und die Linke. Bd. 8, Klaus Wagenbach, Berlin 1978, ISBN 3-8031-1082-3.
- Nodong sahoe beoseonagi (Wege aus der Arbeitsgesellschaft). Park-Jong-Cheol, Seoul 2000.
- als Herausgeber: Südkorea – Bewegung in der Krise. Atlantik, Bremen 2000, ISBN 3-926529-32-6.
- als Herausgeber: Massenphänomen Arbeitssucht – Historische Hintergründe und aktuelle Bedeutung einer neuen Volkskrankheit. Bremen 2002, ISBN 3-926529-36-9.
- als Herausgeber, mit Sergio Bologna u. a. (Hrsg.): Selbstorganisation. Transformationsprozesse von Arbeit und sozialem Widerstand im neoliberalen Kapitalismus. Berlin 2007.
- mit Su-Dol Kang: Jaboneul neomeo, nodongeul neomeo (Beyond Capital – Beyond Work). Ewho,  Seoul 2009.